# Geminia sulphurea
Geminia sulphurea är en spindelart som beskrevs av Tamerlan Thorell 1897. Geminia sulphurea ingår i släktet Geminia och familjen jättekrabbspindlar.
Artens utbredningsområde är Myanmar. Inga underarter finns listade i Catalogue of Life.